# Hwang Ok-sil
Pour les articles homonymes, voir Hwang.
Dans ce nom coréen, le nom de famille, Hwang, précède le nom personnel.
Hwang Ok-sil, née le 25 mars 1972 à Pyongyang, est une patineuse de vitesse sur piste courte nord-coréenne.
Elle est médaillée de bronze sur 500 m aux Jeux olympiques d'hiver de 1992 à Albertville. Elle participe aussi aux Jeux olympiques d'hiver de 1998 à Nagano, terminant septième du relais 3 000 m tandis qu'elle est éliminée au premier tour sur 500 m.